# Sammy (Kater)
Der Uni-Kater Sammy (* 8. April 2001; † 21. März 2013) war eine männliche Hauskatze. Er erlangte in Konstanz lokale Berühmtheit, weil er über 20 Semester an der Universität lebte,
war Gegenstand diverser Zeitungsberichte, auch überregional, hat eine eigene Homepage und eine Facebook-Seite mit 3.337 Abonnenten (Stand: 23. September 2018). Am 8. Juni 2015 wurde auf dem Uni-Gelände ein kleines Denkmal für Sammy enthüllt.

## Biografie
Sammy wurde Anfang April 2001 in der Nähe von Stockach geboren und lebte zunächst bei einer Familie in Konstanz. Er nutzte seinen freien Auslauf für Ausflüge in die weitere Umgebung, zuletzt nur noch zum Gießberg, dem Campus der Universität (etwa 1 km entfernt). Sammy betrachtete den gesamten Campus als sein Revier und verstand es, Studenten und Mitarbeiter für seine Bedürfnisse einzuspannen, etwa um sich Türen öffnen oder einen Aufzug für sich fahren zu lassen.
Als die Familie, die ihn nach Konstanz gebracht hatte, in die nahe Schweiz verzog, blieb Sammy ganz an der Universität, wurde seither von diversen Universitätsmitarbeitern betreut und durfte sich weiterhin frei auf dem Campus (mit Ausnahmen) bewegen. So ist er beispielsweise bei einer Aufführung des Universitäts-Theaters aufgetreten – natürlich ungebeten.
In der Nacht zum 12. Oktober 2008 wurde Sammy bei einem Verkehrsunfall in der Nähe der Universität verletzt. Da er erkannt wurde, brachte man ihn zum Tierarzt; Sammy hat seine Blessuren auskuriert.
Sammy wurde am 21. März 2013 wegen eines Tumors eingeschläfert.

## Nachwirkung
Unter Studierenden wurde nach dem Tod des Katers über das Gedenken an ihn diskutiert. Besonders die politische Hochschulgruppe Die Grauen setzte sich für eine Denkmalsetzung ein, scheiterte jedoch zunächst am Denkmalverbot an der Universität Konstanz. Am 8. Juni 2015 enthüllten Mitglieder der Grauen eine Skulptur des Katers am Eingang der Universität. Der Historiker Clemens Wischermann hielt dabei einen Vortrag über die historische Rolle von Haustieren. Die Figur wurde inzwischen entwendet.